# Cuore selvaggio (film 1990)
Cuore selvaggio (Wild at Heart) è un film del 1990 diretto da David Lynch, basato sul romanzo omonimo di Barry Gifford, vincitore della Palma d'oro come miglior film al 43º Festival di Cannes, conferita dalla giuria presieduta dal regista italiano Bernardo Bertolucci.
Interpretato da Nicolas Cage, Laura Dern, Diane Ladd, Harry Dean Stanton e Willem Dafoe, il film mescola una storia d'amore shakespeariana a eventi bizzarri e scene di violenza insana che lo rendono un road movie atipico, nel pieno stile del regista statunitense. Il film è anche un grottesco omaggio alla storia del Mago di Oz.

## Trama
Sailor Ripley e Lula Pace Fortune sono amanti, ma si separano dopo che Sailor viene incarcerato in seguito ad un omicidio commesso per legittima difesa. Dopo il suo rilascio, i due fuggono per andare in California, violando apertamente gli obblighi di libertà vigilata. Marietta Fortune, la madre psicopatica di Lula che aveva già inizialmente cercato di fare uccidere Sailor, sguinzaglia un detective privato e tutte le sue conoscenze nella criminalità per trovarli. Nonostante questo la fuga della coppia continua attraverso l'America, fino a quando i due non assistono alla morte di una ragazza dopo un terribile incidente stradale, che si rivelerà per loro un cattivo presagio.
Giunti in una piccola città del Texas, a corto di soldi e con la ragazza ormai incinta, Sailor accetta per disperazione la proposta del torbido Bobby Peru di partecipare ad una rapina, destinata a finire male: Peru viene ucciso e Sailor viene di nuovo incarcerato. Uscito di galera, trova Lula ed il figlio Pace ad aspettarlo, ma nel tragitto di ritorno a casa Sailor ha un ripensamento ed abbandona nuovamente la sua amata, avviandosi a piedi verso la stazione. Ed è proprio durante questa camminata che viene aggredito da una gang locale: mentre è a terra, gli appare la "fata buona" che gli suggerisce di riconciliarsi con Lula, cosa che fa subito dopo essersi ripreso, nuovamente felice.

## Premi e riconoscimenti
- 1991 – Premio Oscar
  - Nomination Miglior attrice non protagonista a Diane Ladd
- 1991 – Golden Globe
  - Nomination Miglior attrice non protagonista a Diane Ladd
- 1991 - Bafta Awards
  - Nomination Miglior sonoro a Randy Thom, Richard Hymns, John Huck e David Parker
- 1990 - Festival di Cannes
  - Palma d'oro a David Lynch
- 1991 - Independent Spirit Award
  - Miglior fotografia a Frederick Elmes
  - Nomination Miglior attore non protagonista a Willem Dafoe